# Ambassade van IJsland in het Verenigd Koninkrijk
De ambassade van IJsland in het Verenigd Koninkrijk is gevestigd in Londen, op de rand van de wijken Knightsbridge en Belgravia. De ambassade vertegenwoordigt IJsland ook in Ierland en Malta.

## Geschiedenis
De IJslands-Britse diplomatieke betrekkingen werden op 8 mei 1940 geformaliseerd, maar al op 27 april 1940 werd de IJslandse ambassade in Londen geopend. Nazi-Duitsland was op 9 april 1940 Denemarken binnengevallen, waar sinds 1920 de eerste en enige IJslandse ambassade was gevestigd. In de Deens-IJslandse unie waren de buitenlandse relaties bij Denemarken belegd, maar meteen na de Duitse invasie in Denemarken richtte IJsland een eigen buitenlandse dienst op.
Eind april 1940 werden missies in New York (consulaat-generaal), Stockholm en Londen opgericht. De post in Londen was formeel de tweede ambassade van IJsland. De ambassade handelde in het verleden de relaties af met verschillende landen, waaronder ook Nederland.

## Missie
De IJslandse ambassade in Londen behartigt ook de relaties met Ierland en Malta, waarbij de ambassadeur in deze landen is geaccrediteerd. Er zijn in het dekkingsgebied 13 honorair consuls benoemd, waarvan elf in het VK, een in Malta en een in het Britse overzeese gebiedsdeel Gibraltar. Tevens is de ambassade de permanente missie bij de Internationale Maritieme Organisatie in Londen.

## Ambassadeurs
De volgende diplomaten waren ambassadeur voor IJsland in het Verenigd Koninkrijk:
| #                                                        | Naam                           | Aanstelling       | Einde missie     | Bronnen     |
| -------------------------------------------------------- | ------------------------------ | ----------------- | ---------------- | ----------- |
| 1                                                        | Pétur Benediktsson             | 13 december 1941  | 31 januari 1944  |             |
| 2                                                        | Stefán Þorvarðsson             | 31 januari 1944   | 30 december 1950 |             |
| 3                                                        | Agnar Klemens Jónsson          | 25 januari 1951   | 11 juni 1956     |             |
| 4                                                        | Kristinn Guðmundsson           | 27 september 1956 | 1 januari 1961   |             |
| 5                                                        | Henrik Sveinsson Björnsson     | 1 januari 1961    | 4 augustus 1965  |             |
| 6                                                        | Guðmundur Ívarsson Guðmundsson | 21 september 1965 | 1 augustus 1971  |             |
| 7                                                        | Niels P. Sigurðsson            | 1 augustus 1971   | 19 februari 1976 |             |
| 8                                                        | Sigurður Bjarnason             | 1 juli 1976       | 11 november 1982 |             |
| 9                                                        | Einar Benediktsson             | 11 november 1982  | 28 november 1986 |             |
| 10                                                       | Ólafur Egilsson                | 28 november 1986  | 13 december 1989 |             |
| 11                                                       | Helgi Ágústsson                | 13 december 1989  | 3 mei 1995       |             |
| 12                                                       | Benedikt Ásgeirsson            | 3 mei 1995        | 16 juli 1999     |             |
| 13                                                       | Þorsteinn Pálsson              | 16 juli 1999      | 27 februari 2003 |             |
| 14                                                       | Sverrir H. Gunnlaugsson        | 27 februari 2003  | 9 februari 2010  |             |
| 15                                                       | Benedikt Jónsson               | 9 februari 2010   | 6 augustus 2014  |             |
| 16                                                       | Þórður Ægir Óskarsson          | 8 september 2014  | 15 november 2017 | [ 4 ]       |
| 17                                                       | Stefán Haukur Jóhannesson      | 16 november 2017  | 15 november 2020 | [ 5 ] [ 4 ] |
| 18                                                       | Sturla Sigurjónsson            | 16 november 2020  |                  | [ 6 ]       |
| Bron tot en met maart 2016: Bijgewerkt in februari 2024. |                                |                   |                  |             |